# Odyniec (herb szlachecki)
Odyniec – polski herb szlachecki.

## Opis herbu
W polu błękitnym srebrna strzała bez opierzenia, żelaźcem do góry, z poprzecznicą srebrną w środku. Strzała przy końcu swoim złamana i na prawo, w górę skos zakrzywiona. W klejnocie pięć piór strusich.
Labry zdobiące herb - błękitne, podbite srebrem.
- (Herb występuje w trzech odmianach).

## Najwcześniejsze wzmianki
Piotr Nałęcz Małachowski w swojej książce Zbiór nazwisk szlachty mówi o nadaniu herbu przez książąt ruskich, a opisując jego odmiany, wspomina Szyszkę – deputata do Trybunału Litewskiego z roku 1679, pieczętującego się tym herbem.

## Herbowni
Bahrymowski, Barynowski, Bnozowieck, Bohusz, Brzozowiecki, Burło-Burdzicki, Dobrowolski, Holcowski, Odyniec, Odyniecki, Odyńcewicz, Omeliński, Omyliński, Rafałowicz, Rasałowicz, Rykała, Szyszko-Bohusz, Szostowski, Wysłouch, Ząbkowski.